# Udligenswil
Udligenswil (toponimo tedesco) è un comune svizzero di 2 455 abitanti del Canton Lucerna, nel distretto di Lucerna Campagna.

## Geografia fisica
Il territorio del comune di Udligenswil si estende su un terrazzo collinare alle pendici del Rooterberg.

## Monumenti e luoghi d'interesse
- Chiesa parrocchiale cattolica di Sant'Osvaldo (già di San Martino), attestata dal 1036 e ricostruita nel 1578-1580, nel 1874-1877 e nel 1964-1966[3].

## Società

### Evoluzione demografica
L'evoluzione demografica è riportata nella seguente tabella:
Abitanti censiti

## Geografia antropica
Il comune fa parte dell'area metropolitana di Lucerna.

## Economia
L'economia locale si basa prevalentemente sui settori primario e terziario e sul pendolarismo in uscita.